# Пехотная дивизия «Теодор Кёрнер»
Пехотная дивизия «Теодор Кёрнер» (нем. Infanterie-Division "Theodor Körner") — тактическое соединение сухопутных войск вооружённых сил нацистской Германии, созданное в конце Второй мировой войны.

## История
Пехотная дивизия «Теодор Кёрнер» была сформирована 4 апреля 1945 года в 3-м военном округе во время 35-й волны мобилизации Вермахта на основе остатков 215-й пехотной дивизии и 7 500 мужчин из 3-й дивизии Имперской службы труда. От Имперской службы труда в состав соединения вошли 1 500 человек рядового и унтер-офицерского состава, 2 500 обученных работников и 3 500 рекрутов службы. Дивизия принимала участие в боевых действиях и была разгромлена в мае 1945 года. Остатки дивизии сдались в плен американским войскам на Эльбе.

## Почётное наименование
Дивизия была названа в честь Карла Теодора Кёрнера (нем. Carl Theodor Körner), немецкого писателя, драматурга, поэта-патриота.

## Местонахождение
- с апреля по май 1945 (Германия)

## Подчинение
- 20-й армейский корпус 12-й армии группы армий «Висла» (4 апреля — 8 мая 1945)

## Командиры
- генерал-лейтенант Бруно Франкевиц (4 апреля — 8 мая 1945)

## Состав
- 1-й пехотный полк «Теодор Кёрнер»
- 2-й пехотный полк «Теодор Кёрнер»
- 3-й пехотный полк «Теодор Кёрнер»
- Артиллерийский полк «Теодор Кёрнер»
- Сапёрный батальон «Теодор Кёрнер»
- Стрелковый батальон «Теодор Кёрнер»
- Противотанковый артиллерийский дивизион «Теодор Кёрнер»
- Батальон связи «Теодор Кёрнер»